# L'Illa (Sallent)
l'Illa és un mas documentat al segle xiv al municipi de Sallent (el Bages) catalogat a l'Inventari del Patrimoni Arquitectònic de Catalunya. Edifici compost de teixos, primer pis i golfes, cobert amb teulada a tres vessants. En el segle xviii s'hi afegí una eixida i es reformà la teulada. La planta baixa destinada a magatzem està coberta amb volta de pedra, mentre que el primer pis ho és amb embigat. L'eixida està reforçada per dos contraforts. El material de construcció és pobre, pedra tallada sense fer filades, només en els arcs finestres i cantonades s'utilitza bona pedra o totxo.